# Džókhang
Džókhang (tibetsky: ཇོ་ཁང་; Wylie Jo-khang) je buddhistický chrám ve Lhase. Byl postaven v 7. století za vlády Söngcana Gampa na oslavu jeho sňatku s čínskou princeznou Wen-čcheng, která byla buddhistkou. Pro mnoho Tibeťanů se jedná o nejposvátnější a nejdůležitější chrám v Tibetu. 
V současné době patří škole gelugpa. S Potálou se řadí k nejpopulárnějším turistickým památkám ve Lhase. Tvoří duchovní centrum Lhasy a je součástí „historického souboru paláce Potála“, který je součástí světového dědictví.

Džókhang
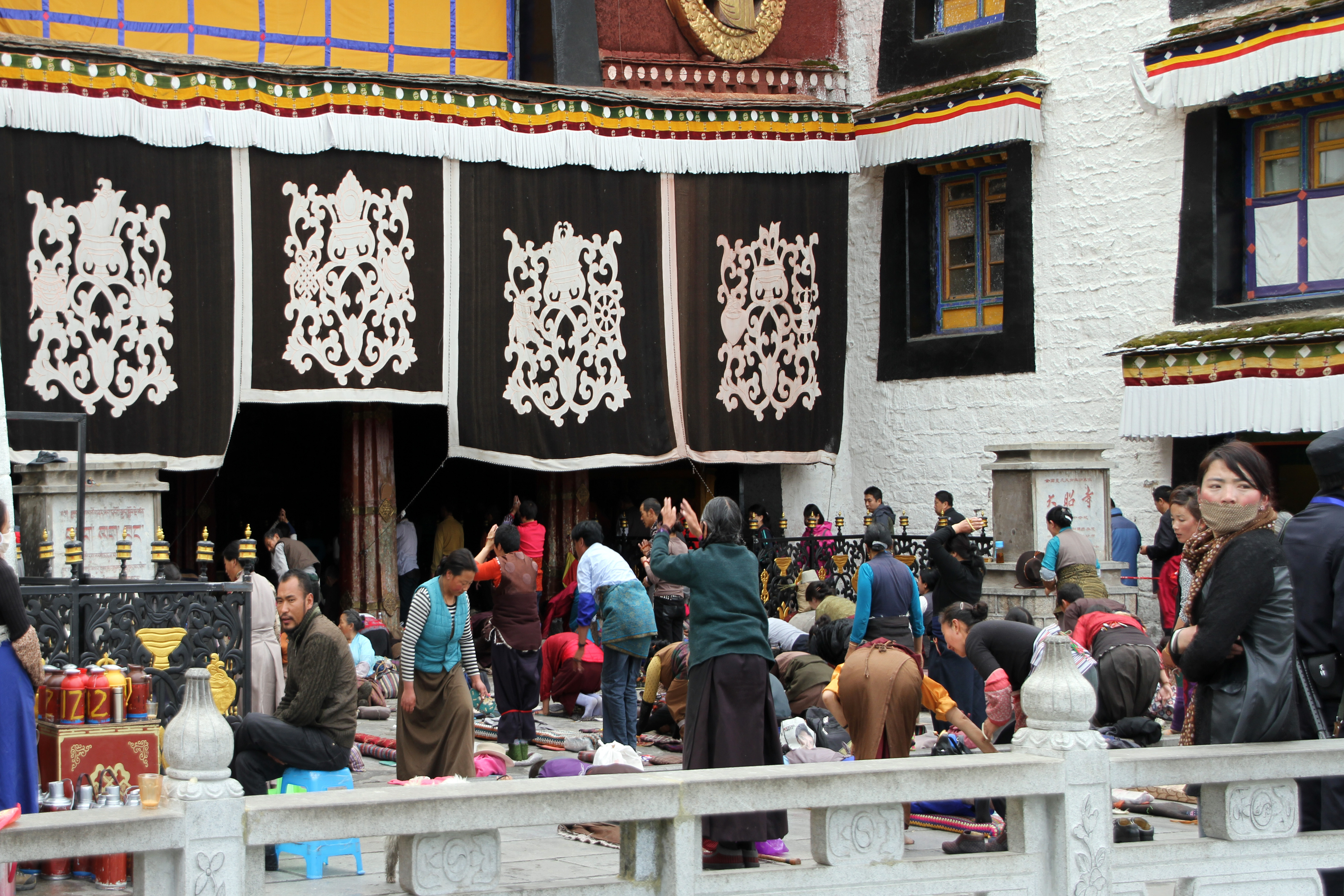
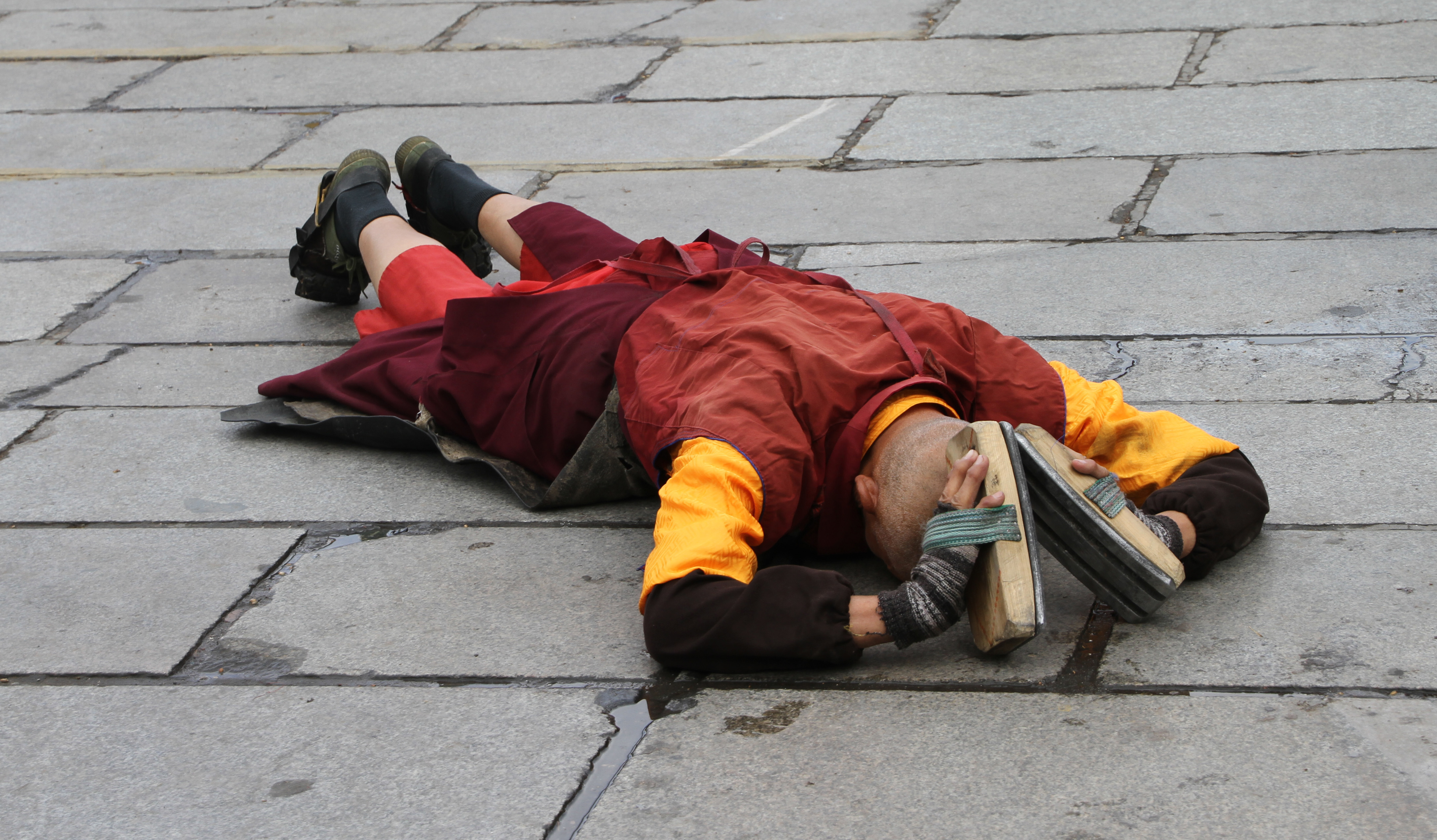
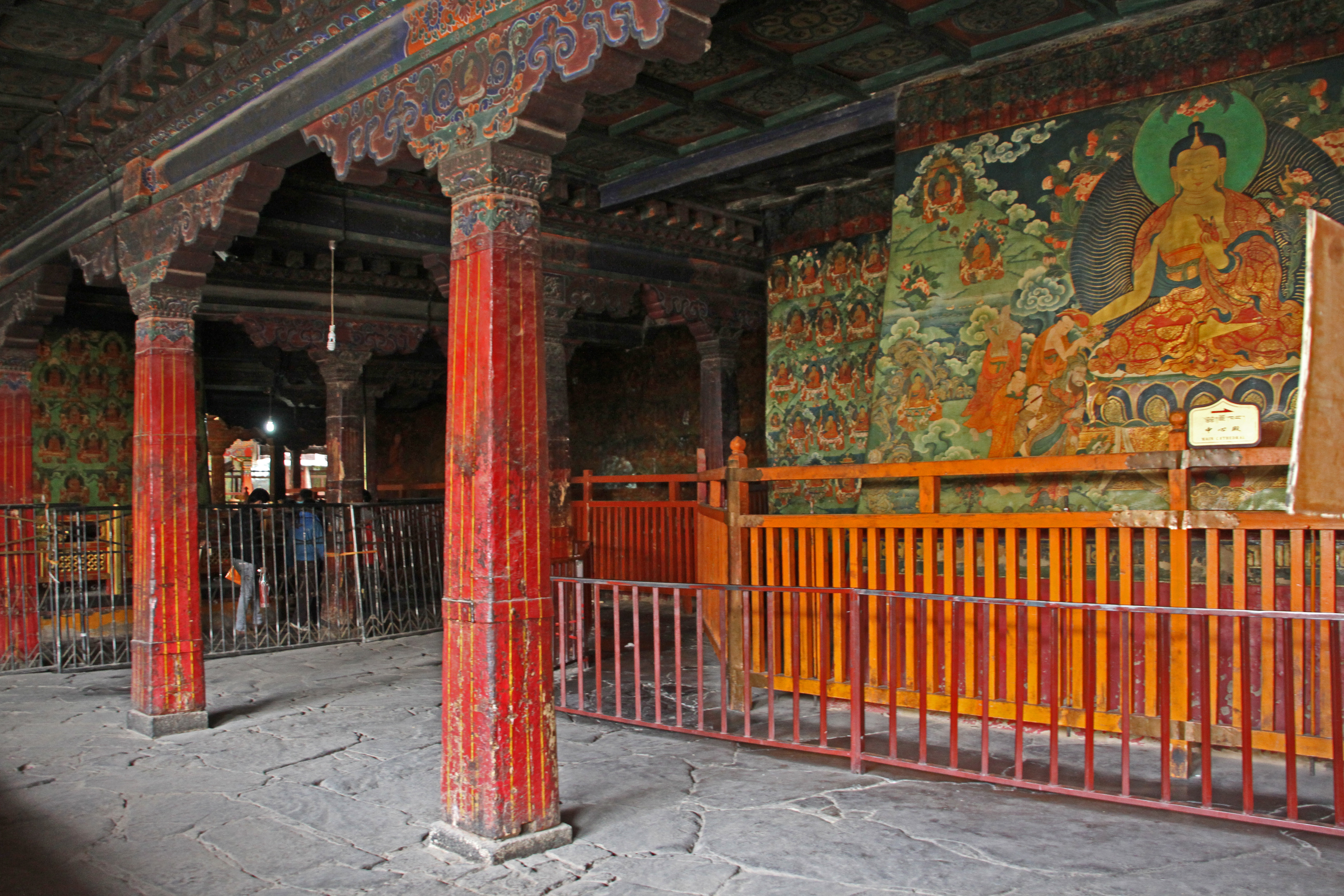
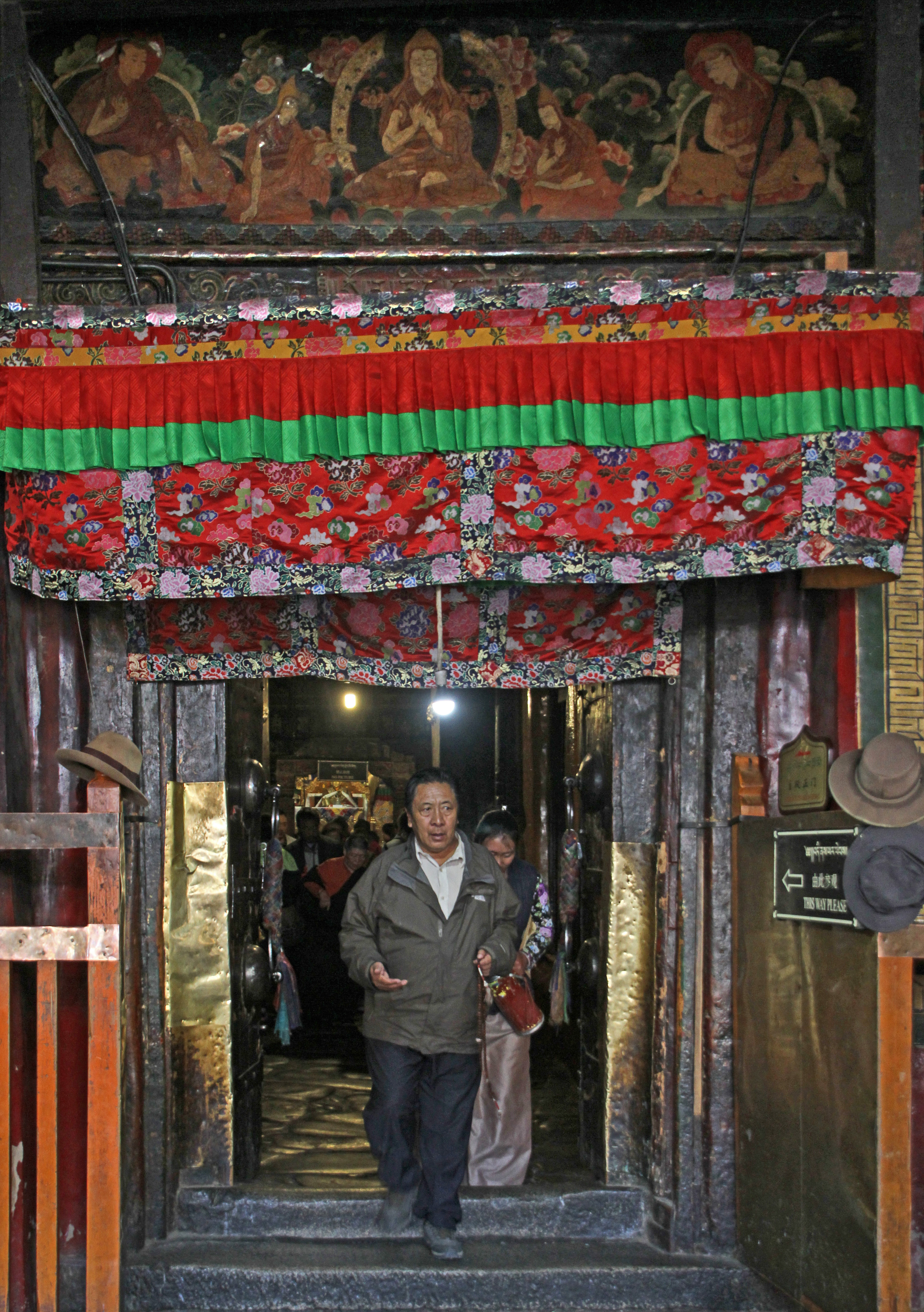
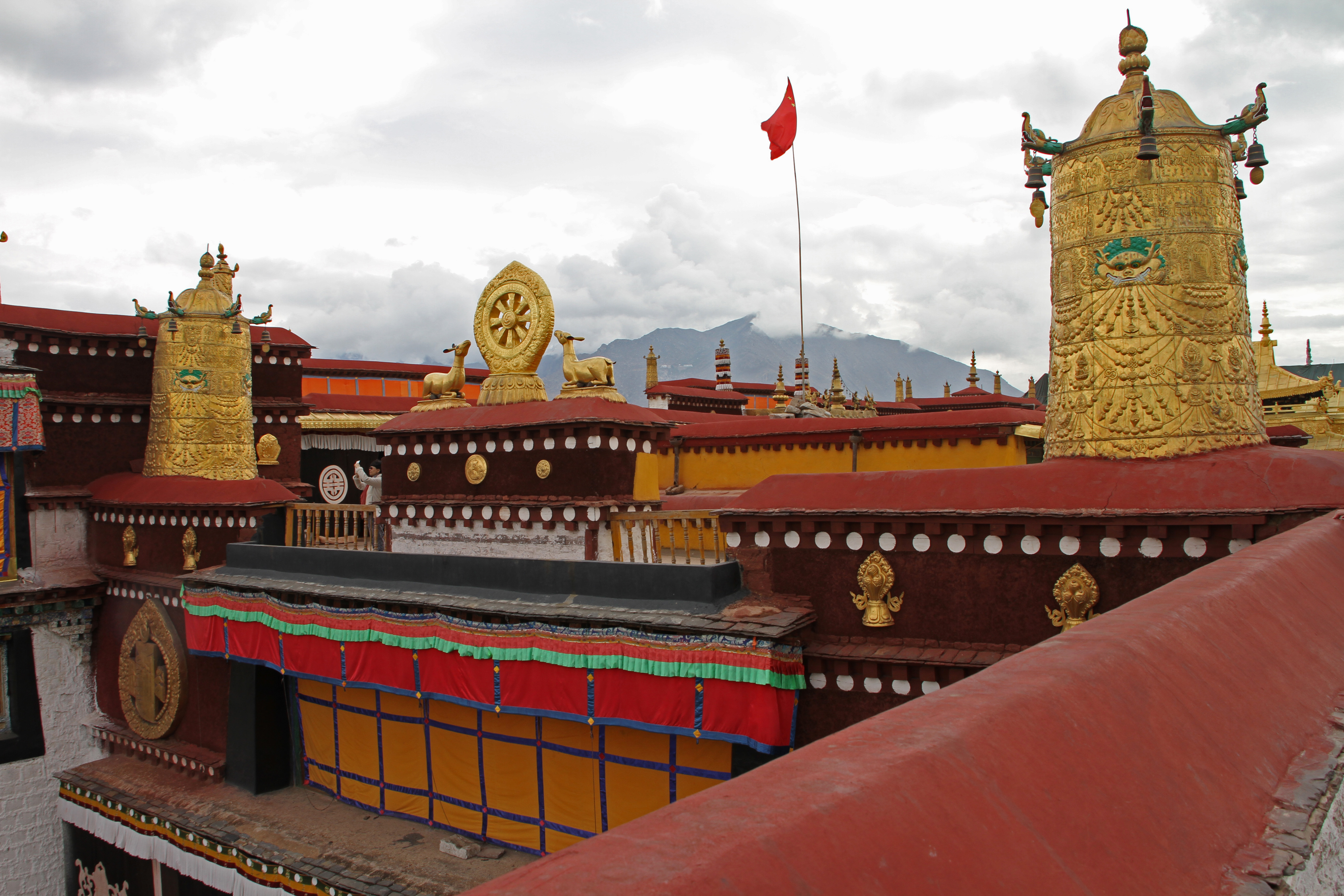
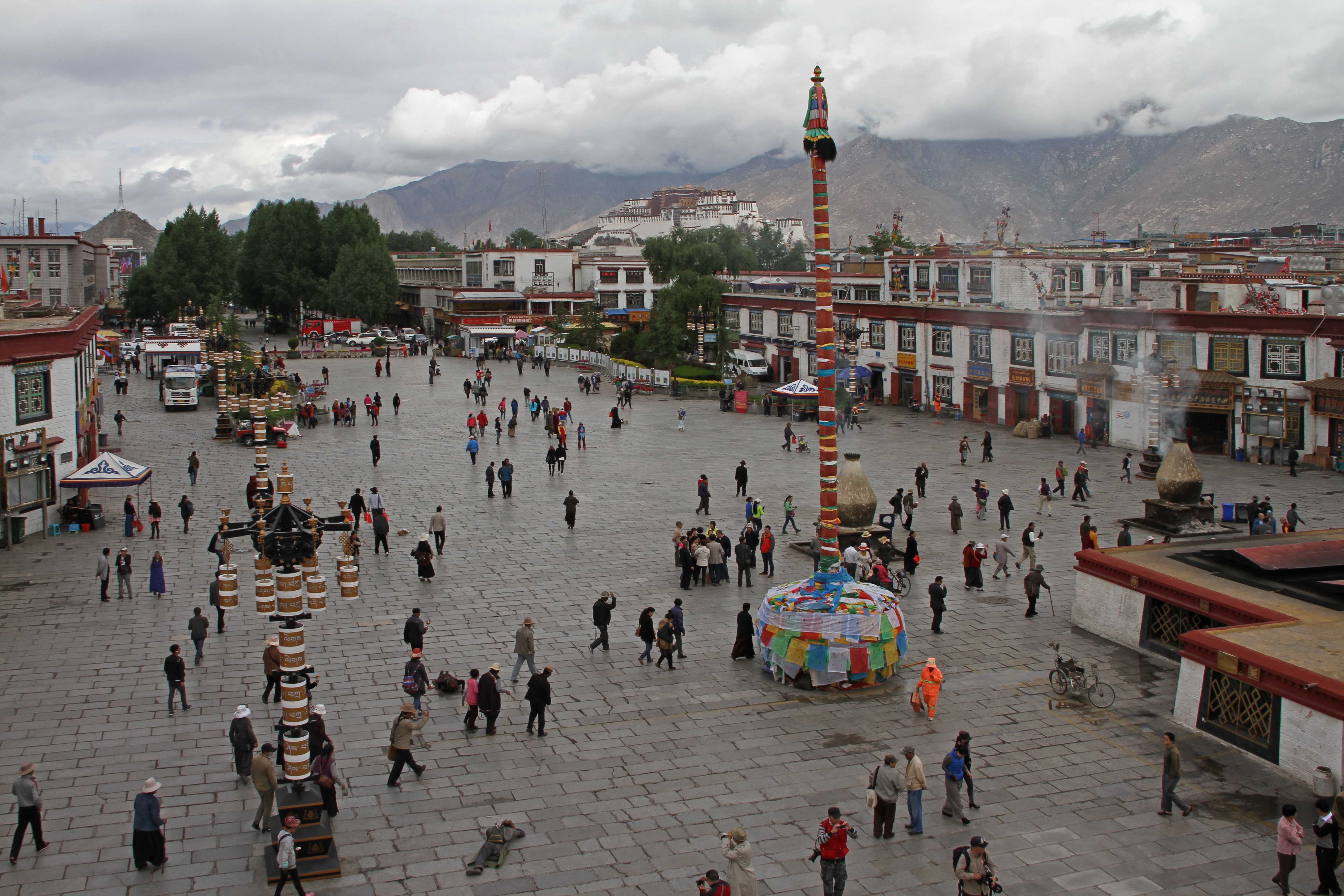